# Champdossin
Champdossin era una comuna francesa que estaba situada en el departamento de Ain, de la región de Auvernia-Ródano-Alpes, que entre 1790 y 1794 pasó a formar parte de la comuna de Belmont.

## Demografía
No constan datos demográficos de la comuna en el momento de su fusión.